# Sollube
 (octobre 2010).
Le mont Sollube est une montagne de 684 mètres d'altitude appartenant aux montagnes basques. Elle se situe sur la localité biscaïenne de Bermeo au Pays basque (Espagne), sur la rive gauche de la ria de Guernica et est une des limites de la réserve de biosphère d'Urdaibai. Elle s'étend sur les terrains des communes de Bermeo, Meñaka, Arrieta et de Busturia. Le sommet se trouve à Arrieta.
Sa situation géographique stratégique, près du bord de mer, et son altitude relativement importante l'ont amené à être un centre de télécommunications remarquable, avec des antennes de téléphonie, télévision et radio à son sommet. Elle est aussi l'une des cinq montagnes « sonnantes » d'où l'on convoquait les juntes générales (assemblées générales) en sonnant plusieurs fois avec des cors (en cornes) et en allumant des feux sur leur sommet. À cet endroit se trouvent deux points géodésiques.
Le mont donna son nom à la bataille de Sollube, qui fut livrée sur ses flancs pendant la guerre civile espagnole. Au cours de cette bataille, les troupes italiennes qui appuyaient les insurgés contre le gouvernement de la République ont affronté les défenses des républicains en subissant d'importantes pertes. Cette bataille, perdue par les forces de la seconde république espagnole, a été une des plus importantes dans la prise de la Biscaye et son importante réserve de biosphère d'Urdaibai.

## La bataille de Sollube
Entre les 6 et 14 mai 1937 la montagne Sollube a été la scène d'une des plus importantes batailles de la guerre civile espagnole qui ont été livrées en sol biscaïen. En septembre 1936 le front de bataille a été immobilisé à la frontière entre les provinces de Biscaye et du Guipuscoa. En mars 1937 les forces lancées contre la légitimité républicaine commencent une offensive qui avance par la Biscaye en direction de Bilbao, capitale de la province et important centre industriel où on avait monté les ateliers, transformés en industries de guerre. Ces industries avaient été évacuées d'Eibar et d'autres localités proches de la ligne de front.
Après les bombardements de Durango et de Guernica se produit l'occupation de l'infanterie. Bermeo se trouve entre le mont Sollube et le cap Matxitxako. Les troupes insurgées, composées principalement par la brigade Flèches Noires, formée d'un tiers de soldats italiens et le reste d'espagnols, et commandées par Sandro Biazzoni, entrent à Bermeo le 30 avril 1937, venant de Guernica. L'occupation de la comarque s'effectue avec 6 000 soldats dont 700 prennent la ville portuaire.
Les soldats des Flèches Noires ont été encerclés par les miliciens républicains (basques, asturiens et cantabres) qui les ont tenus sous leur domination pendant deux jours. Les franquistes font appel à la brigade Quinta de Navarra (Cinquième de Navarre), composée de plus de 7 000 hommes.
L'objectif des troupes insurgées était la prise de la montagne stratégique de Sollube qui s'élève près du bord de la mer, dominant une zone étendue de la Biscaye, particulièrement Valle de Asúa, comarque voisine et proche de Bilbao, afin de permettre une position avantageuse dans l'attaque de la défense de la capitale, appelée Cinturón de Hierro de Bilbao (ceinture de fer de Bilbao). La défense républicaine se basait sur des bataillons de miliciens basques, asturiens et cantabres avec une nombreuse participation des habitants de la ville de Bermeo, ville qui a été prise presque à l'improviste par l'événement. Les habitants de Bermeo étaient encore traumatisés par une tragédie qui s'est produite en mer par une forte galerne, qui avait coûté la vie de nombreux pêcheurs de la localité quelques jours auparavant. La perte de cette position stratégique a signifié le début de la fin de la défense de Bilbao.
Durant les dix jours de combats sont morts plus de 1 000 personnes appartenant aux deux camps, 400 du côté des insurgés et le reste du côté des Républicains. À la suite de la chute du sommet du Sollube aux mains des insurgés, la ville de Bermeo fut soumise et Bilbao se retrouve à la portée des troupes franquistes.

## Chronologie de la bataille
- 30 avril : les troupes insurgées, la brigade Flèches Noires commandée par Sandro Biazzoni, prend Bermeo.
- 1er mai : le bataillon républicain UGT-8, venant de Sollube, attaque les troupes insurgées à Bermeo.
- 2 mai : s'ajoutent à l'attaque des Flèches Noires les bataillons républicains Gipuzkoa et Bizkaia soutenus depuis la mer par deux morutiers armés de la « Marine de Guerre Basque ». La Légion Condor bombarde les positions républicaines de Sollube.
- 3 mai : Mundaka est récupéré par les troupes loyales à la république, Bermeo reste aux mains des insurgés.
- 4 mai : les forces républicaines se replient à leurs positions de Sollube sous la pression que la IV Brigada de Navarra (IV Brigade de Navarre) effectue quand elle vient en aide à la Brigada Mixta (Brigade Mixte).
- 5 mai : le lehendakari José Antonio Aguirre assume le contrôle sur toutes les troupes des Républicains en sol basque.
- 6 mai : les forces insurgées attaquent la montagne Sollube avec l'appui de l'aviation. La Légion Condor bombarde le sommet de la montagne où les Républicains ont installé leur artillerie.
- 7 mai : un bataillon asturien relève le bataillon de l'Action nationaliste Basque dans la défense de Sollube. Commence l'évacuation de la population civile de Bilbao.
- 8 mai : le sommet du Sollube tombe aux mains des troupes insurgées. La faible défense de la position du bataillon asturien portera ses responsables à un conseil de guerre. Les troupes insurrectionnelles prennent le cap Matxitxako.
- 9 mai : les bataillons républicains, Asturias 212 (Asturies 212), Gordejola, Kirikiño et Otxandiano lancent une attaque avec l'intention de récupérer le sommet du Sollube.
- 10 mai : les troupes républicaines composées de miliciens basques et asturiens encerclent un bataillon italien en pleine contre-attaque.
- 11 mai : les troupes insurgées organisent l'attaque. La IV Brigade Navarre prend le Bizkardi.
- 12 mai : contre-attaque des troupes républicaines pour récupérer les sommets de Sollube et Bizkargi.
- 14 mai : les troupes loyales à la république perdent la position[8].
- 17 mai : le Bizkargi est définitivement perdu[9].

## Ascensions
La position géographique stratégique du Sollube a fait de ce dernier un point essentiel pour l'installation d'antennes de télécommunications. Ceci a fait que l'accès à son sommet a été préparé depuis longtemps, afin de permettre l'arrivée en véhicules à moteur. Depuis le col de l'alto de Sollube (384 mètres), situé sur la route BI-631 qui relie Bermeo à Mungia une piste asphaltée mène au sommet. Il y a malgré tout beaucoup de routes d'accès à pied.
Depuis l'alto de Sollube
Suivre la piste asphaltée et laisser la montagne Truende (422 mètres d'altitude) à gauche pour arriver jusqu'au col d'Arranotegui. De là, laisser la montagne Atxagane sur sa droite et monter jusqu'au sommet du Sollube.
Depuis l'embouchure de l'Oka
Depuis la même rive de la ria de Guernica, ou de Sukarrieta (Pedernales en castillan), ou de Mundaka, arriver au col d'Urkiobe, à 250 mètres d'altitude, en contournant la montagne Katillotxu. Puis accéder à la crête du Larrazabal (520 mètres) en laissant au sud la profonde vallée de la rivière Sollube, qui ici est encore un simple cours d'eau. Suivre la crête pour arriver au petit col qui le relie au Sollube pour atteindre la crête nord et enfin arriver au pied du sommet à 652 mètres d'altitude et de là au sommet.
Depuis le alto de Parisi
Entre Forua et Arrieta, démarrer l'ascension vers le Sollube depuis le passage de l'alto de Parisi (399 mètres d'altitude).
Temps d'accès :
- Urkiobe (1 h 15 min) ;
- Alto Sollube (1 h) ;
- Sukarrieta (2 h 30 min) ;
- Mundaka (2 h 30 min).